# Майкл П. Джонсон
Майкл Пол Джонсон (англ. Michael Paul Johnson, 20 грудня 1942) є почесним професором соціології, жіночих досліджень і африканських та афроамериканських досліджень в Університеті штату Пенсільванія, викладаючи там понад тридцять років. Саме тут він розробив свою типологію (відому як «типологія Джонсона») для опису насилля з боку інтимного партнера.
Джонсон є «експертом з домашнього насильства». Він був членом редакційних колегій Journal of Family Theory and Review і Journal of Marriage and Family.

## Освіта
Джонсон здобув ступінь бакалавра соціології в коледжі Нокс (Гейлсбург, штат Іллінойс) (1965), ступінь магістра соціології в Університеті Айови (1969), і ступінь доктора соціології в Університеті Мічигану (1974).

## Проєкт PAIR
У 1981 році Тед Г'юстон провів довготривале дослідження залицянь і шлюбу 168 пар. Проєкт розпочався в штаті Пенсільванія та мав тривати протягом перших двох з половиною років шлюбу, але його подовжили й зібрали додаткові хвилі даних. У 1985 році проєкт було передано Техаському університету в Остіні, а в 1991 році було проведено ряд інтерв'ю з учасниками. Джонсон був співавтором проєкт PAIR з перших днів, особливо цікавлячись «концепціями зобов'язань».

## Типологія Джонсона
Джонсон стверджує, що існують чотири основні типи насильства з боку інтимного партнера, дехто підтримує цей висновок, а інші не погоджуються.
Види насильства, визначені Джонсоном:
- Ситуативне насильство в парі;
- Інтимний тероризм;[16]
- Жорстокий опір;
- Взаємний насильницький контроль: Джонсон описує це як пару, яку «можна розглядати як двох близьких терористів, які борються за контроль».

## Погляд на фемінізм
Джонсон описує своє визначення фемінізму так:
Ви фемініст, якщо вірите в це
1. чоловіки є привілейованими порівняно з жінками,
2. це неправильно,
3. і ви збираєтесь щось з цим зробити, навіть якщо це стосується лише особистого життя.

## Особисте життя
Джонсон на пенсії та живе в передгір'ях Аппалачів зі своєю партнеркою Морін; він також має двох дітей і онука.